# Charles Sapinaud de La Rairie
Charles Sapinaud de La Rairie   (château du Sourdis, 30 de desembre de 1760 - La Gaubretière, 12 d'agost de 1829) fou un soldat francès i general vendeà durant la revolta de La Vendée.

## Biografia
Sapinaud va néixer a La Gaubretière. El 1778, es va inscriure com a gentilhomme cadet al regiment Foix (més tard rebatejat el 83è regiment d'infanteria). Va renunciar de l'exèrcit el 1789 com a tinent i es retira a les seves terres a La Gaubretière, on fou elegit alcalde.
El març de 1793, la Revolta de La Vendée es va desfer i Sapinaud s'uneix als insurgents al servei del seu oncle Louis Sapinaud de la Verrie, ell mateix a les ordres de Charles Aimé de Royrand, cap general dels Vendéans de l'exèrcit catòlic i real del Centre que és originari del costat est del departament de la Vendée. Sapinaud de la Verrie va ser assassinat el 25 de juliol de 1793 a prop de Chantonnay; Sapinaud de La Rairie el va succeir.
A l'octubre, Sapinaud segueix l'exèrcit de la Vendée durant el Gir de galerna, però és separat de l'exèrcit a la batalla de Le Mans el 13 de desembre de 1793. Perdut després pels camins, al final aconsegueix guanyar la Vendée militar.
Royrand va morir el 5 de novembre després de malalties i ferides, Sapinaud dirigeix, per tant, l'exèrcit catòlic i real del centre i lluita contra les columnes infernals durant els primers mesos de 1794. Juntament amb François de Charette, Jean-Nicolas Stofflet i Gaspard de Bernard de Marigny, és un dels principals generals Vendeans.
L'abril de 1794, els quatre generals que aleshores lluitaven per separat, signen un tractat d'assistència. No obstant això, Charette i Stofflet es posen ràpidament en disputes amb Marigny que decideix formar part de l'exèrcit. Així, un tribunal militar condemna a mort a Marigny, però Sapinaud es nega a votar per la seva execució. Marigny és finalment disparat pels homes de Stofflet el 10 de juliol de 1794.
A finals de 1794, els Vendéens i els republicans negocien i signen el tractat de La Jaunaye que Sapinaud signa amb Charette del 17 de febrer de 1795. La pau fràgil es trenca uns mesos després i Sapinaud s'uneix una altra vegada a la guerra el 3 d'octubre de 1795 Les seves tropes estan fortament disminuïdes, i Stofflet és executat pels republicans el 25 de febrer de 1796, seguit de Charette el 29 de març. Sapinaud dirigint llavors només unes dotzenes d'homes que signen la pau a Nantes a finals de gener de 1796.
Es casa el 1797 amb Marie-Louise Charette, la qual va escriure un llibre de memòries de la vida del seu
La guerra es reprèn el 15 d'octubre de 1799, i Sapinaud reprèn el comandament del seu exèrcit, tot i que el 9 de novembre el cop del 18 de Brumaire que enderroca el Directori francès desconcerta els Vendéens i els Chouans que inicien les negociacions el desembre. Les condicions de pau que proposa Napoleó Bonaparte divideixen els generals chouan i vendéen, però Sapinaud es decanta per la pau. Ell signa per la pau de Montfaucon el 18 de gener de 1800.
El 1814, Napoleó és derrotat i es restaura la monarquia. Sapinaud és nomenat tinent general. Sapinaud agafa armes durant Govern dels cent dies, durant la Revolta de La Vendée i la chouannerie de 1815. Després de la mort de Louis de La Rochejaquelein, Sapinaud el succeeix el 10 de juny de 1815 al capdavant de l'Exèrcit Catòlic i Reial de Vendée, tot i que dimiteix al cap d'uns dies i nomena Charles d'Autichamp com el seu successor. Després de la derrota dels Vendeans a la batalla de Rocheservière, Sapinaud es va tornar a formar part de la pau.
Després de la segona restauració, Sapinaud es va convertir en duc i par de França. Va morir el 12 d'agost de 1829 a La Gaubretière.